# Perizoma bipuncta
Perizoma bipuncta là một loài bướm đêm trong họ Geometridae.